# Tupigea sicki
Tupigea sicki là một loài nhện trong họ Pholcidae. Loài này được phát hiện ở Brasil.